# Otogopterus
Otogopterus is een geslacht van uitgestorven pterosauriërs, behorend tot de Pterodactyloidea, dat leefde tijdens het Vroeg-Krijt in het gebied van de huidige Volksrepubliek China.
In Binnen-Mongolië werd bij Luohandong in het Ordosbassin een stel onderkaken gevonden.
in 2020 werd de typesoort Otogopterus haoae benoemd en beschreven door Ji Juan en Zhang Lifu. De geslachtsnaam combineert een verwijzing naar de vendel Otog met een gelatiniseerd Grieks pteron, 'vleugel'. De soortaanduiding eert de paleontologe professor Hao Yinchun.
Het holotype heeft het inventarisnummer IG V14-001. Het bestaat uit de symfyse van de onderkaken waaraan de punt ontbreekt.
Otogopterus is een kleine pterosauriër. Het stuk is zeer langwerpig. De symfyse heeft een rechte bovenrand. Zij draagt drie tanden per strekkende centimeter. De tanden staan dicht op elkaar maar de afstand neemt naar achteren iets toe van twee naar tweeënhalve millimeter. Een groot aantal tandkassen is aanwezig, met een ronde doorsnede. De kaakrand draagt een horizontale richel net waarboven de tandkassen zich bevinden.
Otogopterus werd in 2020 in de Ctenochasmatidae geplaatst.